# Efeb de Críties

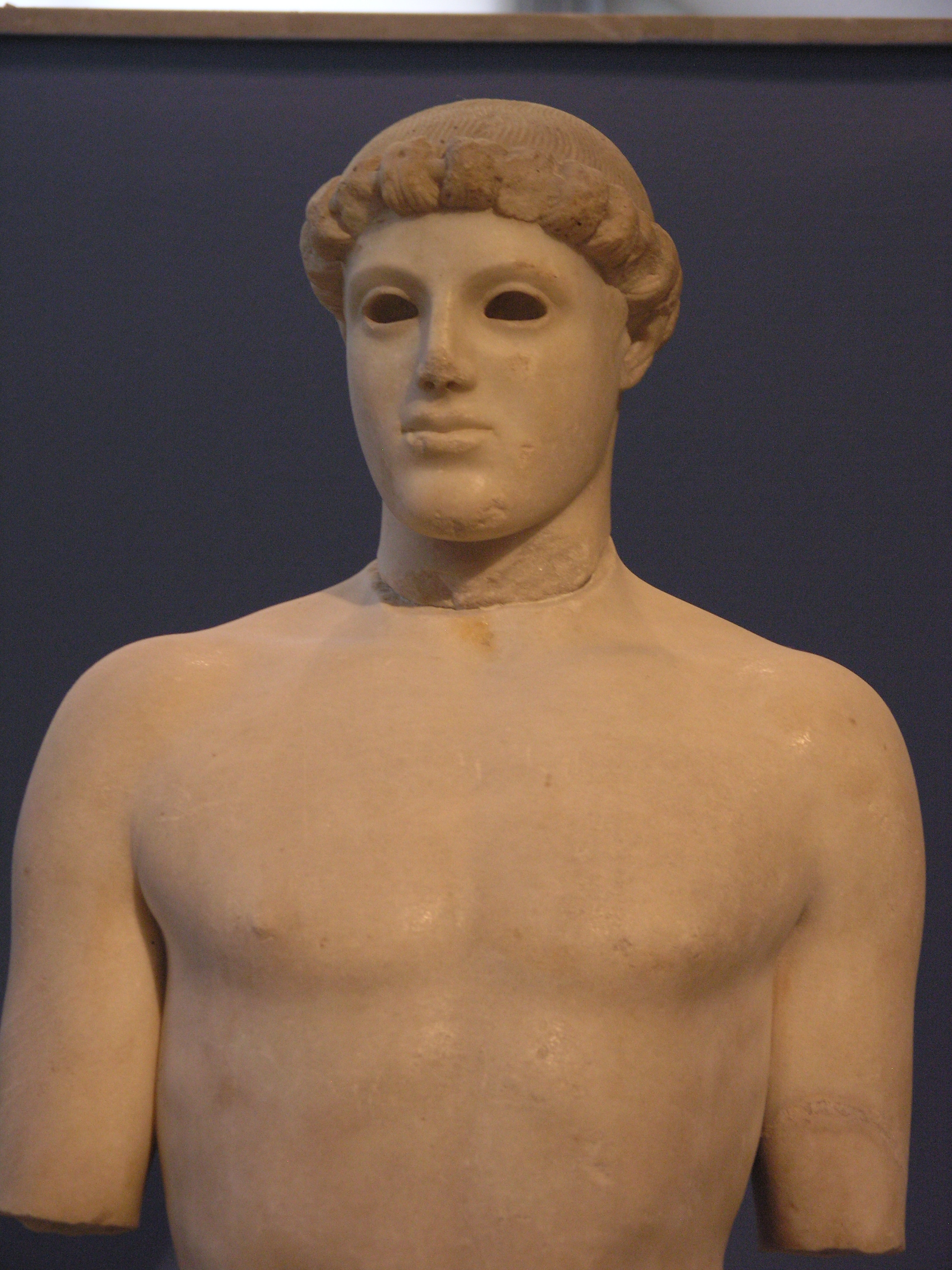
Part superior de l'Efeb.

L'Efeb de Críties, també conegut com a Noi de Críties, és una escultura d'un jove atleta que data de l'any 480aC i que no té un autor conegut, encara que se li atribueix de vegades a Críties, artista atenès de l'antiga Grècia, per la semblança del cap als caps de les seves escultures i perquè aquesta obra porta el seu nom.

## Troballa i història
El tors de l'escultura va ser trobat l'any 1865 per Sam Rumpf, durant les excavacions de l'antic Museu de l'Acròpoli, mentre que el cap va ser trobat l'any 1888 entre el museu i el sud de l'Acròpoli. Va quedar sepultada a l'últim nivell d'enderrocs que correspon a la seva destrucció per part dels perses de Xerxes I durant la Segona Guerra Mèdica i el saqueig de l'Acròpoli. El descobriment del cap va ser un element essencial per a la datació de l'estàtua i el seu estudi estilístic.

## Descripció
La peça es creu que representa a un efeb atleta, un jove nu en una posició natural, amb els braços al llarg del cos. L'escala és significativament menor que la natura, l'estàtua completa mesurava sobre 1,17 m. Manca de tots dos avantbraços i les cames. Constitueix una forma evolucionada dels antics kouroi, però per primera vegada en l'escultura grega, la posició d'aquesta actitud corporal és en contrapposto: una dislocació que posa el pes en una cama i una lleugera rotació del cap.
El contrapposto és un terme italià per designar l'oposició harmònica de les diferents parts del cos de la figura humana, la qual cosa proporciona cert moviment i contribueix a trencar la llei de la frontalitat. S'usa a l'escultura per donar sensació de moviment. Una de les cames està fixa al sòl i l'altra s'avança, els braços fan el propi, mentre el cap mira cap a un costat simulant un pas.
A diferència dels kouroi de l'estil arcaic de l'escultura grega (de 650 a 500 aC), els ulls són buits, i van haver d'estar incrustades pedres o vidres de colors i el somriure ha desaparegut, reemplaçada per una expressió més profunda. El modelatge general del cos és més realista. També podria ser que l'estàtua fos una representació de l'heroi Teseu, no una representació anònima, ofrena a un temple o decoració d'una tomba.
L'atribució a Críties prové de la semblança del cap amb la de Harmodi, un dels dos Tiranicides, obra de Críties i Nesiotes, coneguda a partir de còpies romanes. D'altra banda, la incrustació dels ulls, fa pensar en el treball d'un escultor bronzista, com ho era també Críties.

## Estudi estilístic

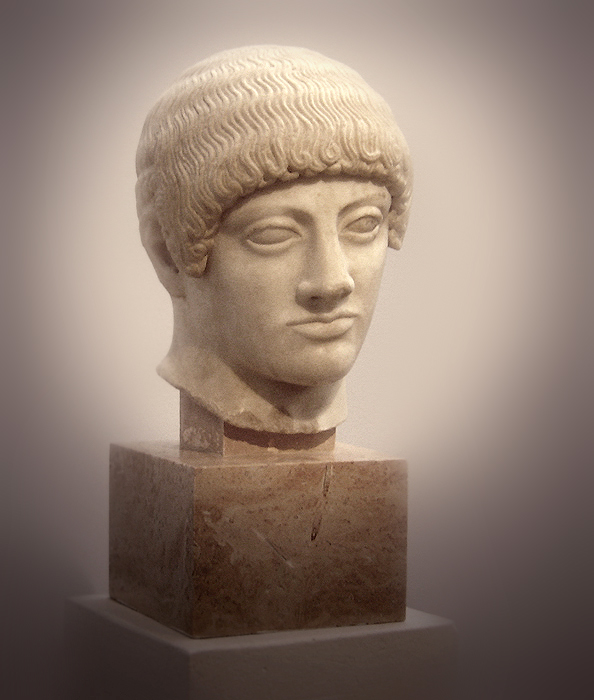
L'Efeb ros.

Pel seu aspecte general una mica hieràtic, però també pel seu tractament ja naturalista, a l'efeb de Críties sovint se'l considera un exemple de la transició entre l'estil arcaic tardà de finals del segle VI aC i el primer classicisme, també anomenat estil sever.
L'estàtua de Críties mostra una evolució o un virtuosisme escultòric, definit en comparació amb l'anterior Apol·lo de Strangford del Museu Britànic, anterior només unes poques dècades. Els volums es modelen i, com diu John Boardman «és l'obra d'un escultor per qui el cos ja no és un maniquí amb els membres rígids, sinó una estructura de carn i os».
El pentinat és especial, amb un rodet circular, molt proper a l'estil de la del cap del Efeb ros (marbre, cap a 490-480 a. C. Museu de l'Acròpoli, n° 689. altura 25 cm). El cap també es va trobar a l'Acròpoli, i presenta restes de pintura de color groc en els cabells, la qual cosa suggereix que l'efeb de Críties també va estar pintat originalment.
Un altre cap de bronze d'un jove en el Museu Arqueològic Nacional d'Atenes, datada en la mateixa època, presenta aquest tipus de pentinat i posseïa incrustacions en els ulls.

## Exhibició
- L'efeb de Críties està exposat en el Nou Museu de l'Acròpoli, no gaire lluny del lloc del seu descobriment.
- La preciosa estàtua va ser enviada els anys 1992 i 1993 als Estats Units amb altres obres mestres de l'escultura grega per a una exposició titulada «El miracle grec» a la Galeria Nacional d'Art de Washington DC i el Museu Metropolità d'Art de Nova York.

## Característiques
- Autor: Desconegut, s'atribueix a Críties.
- Estil: Estil clàssic primerenc grec.
- Material: Marbre d'Aturs.
- Altura: 86 centímetres.

## Conservació
La peça s'exposa de forma permanent al Museu de l'Acròpoli d'Atenes (Grècia), on té assignat el nombre d'inventari 698.